# مريام برنشتاين كوهين
مريام برنشتاين كوهين (بالعبرية: מרים ברנשטיין-כהן‏) (1895 - 1991) ممثلة ومخرجة وشاعرة إسرائيلية.
حصلت على جائزة إسرائيل في المسرح في عام 1975.

## حياتها
ولدت مريام برنشتاين كوهين في مدينة كيشيناو (عاصمة مولدوفا حاليا، لكن وقتها كانت جزءا من الإمبراطورية الروسية). نشأت في خاركيف. درست المسرح مع الفنان المسرحي الروسي الشهير كونستانتين ستانيسلافسكي في موسكو عام 1918 قبل أن تعود إلى مولدوفا لتعمل كممثلة، حيث عملت تحت اسم ماريا ألكسندروفا.
وبعد الهجرة إلى فلسطين، استقرت في تل أبيب وانضمت إلى أول فرقة مسرحية احترافية في البلاد. وفي عام 1925، أنشأت أول صحيفة دورية باللغة العبرية في فلسطين مخصصة للمسرح، وهي «تياترون في أومانوت».

## جوائز
- في عام 1975، حصلت على جائزة إسرائيل للمسرح. [1]